# 福井縣立大學
福井縣立大學（日语：福井県立大学／ふくいけんりつだいがく）是本部位於日本福井縣的一所公立大學，創立於1992年。

## 簡介

### 大學整體
福井縣立大學是日本海側唯一擁有海洋生物資源學部的大學。而該校在護理師、保健師、社會福利士、精神保健福利士的國家考試合格率為全日本頂尖的。

### 基本理念
「有魅力的大學」、「有個性的大學」、「開放的大學」為此校的三大基本理念。

## 沿革
- 1989年 提出福井縣立大學基本構想。
- 1992年 開學。
- 1996年 開設碩士課程。
- 1998年 開設博士課程。
- 1999年 開設護理福利學部。
- 2007年 法人化。
- 2009年 開設海洋生物資源學部。

## 教育及研究

### 學部
- 經濟學部
  - 經濟學科
  - 經營學科
- 生物資源學部
  - 生物資源學科
- 海洋生物資源學部
  - 海洋生物資源學科
- 護理福利學部
  - 護理學科
  - 社會福利學科

### 大學院
- 經濟・經營學研究科
  - 地域・國際經濟政策專攻
  - 經營學專攻
  - 經濟研究專攻
- 生物資源學研究科
  - 生物資源學專攻
  - 海洋生物資源學專攻
- 護理福利學研究科
  - 護理學專攻
  - 社會福利學專攻

### 附屬機關
- 地域經濟研究所
- 生物資源開發研究中心
- 海洋生物資源臨海研究中心
- 恐龍學研究所
- 交流中心
- 附屬圖書館
- 職業中心
- 保健管理中心

## 對外關係

### 國際學術交流聯盟學校
- 中國
  - 浙江財經大學
  - 吉林大學
- 韓國
  - 江陵原州大學
  - 全南大學
- 台灣
  - 國立臺中科技大學
  - 國立高雄第一科技大學
  - 國立宜蘭大學
- 蒙古國
  - 蒙古國立農業大學
- 祕魯
  - 拉莫利納國立農業大學

## 外部連結
（日語）福井縣立大學 （页面存档备份，存于）